# Xixiang (ort i Kina)
Xixiang är en ort i Kina. Den ligger i provinsen Henan, i den centrala delen av landet, omkring 84 kilometer nordväst om provinshuvudstaden Zhengzhou. Antalet invånare är 60 745.
Runt Xixiang är det tätbefolkat, med 762 invånare per kvadratkilometer. Xixiang är det största samhället i trakten. Trakten runt Xixiang består till största delen av jordbruksmark.
Genomsnittlig årsnederbörd är 693 millimeter. Den regnigaste månaden är juli, med i genomsnitt 183 mm nederbörd, och den torraste är december, med 3 mm nederbörd.